# Martiodendron
Martiodendron là một chi thực vật có hoa trong họ Đậu.